# Pahkasaari (ö i Norra Österbotten)
Pahkasaari är en ö i Finland. Den ligger i sjön Yli-Kitka och i kommunen Kuusamo i den ekonomiska regionen  Koillismaa ekonomiska region  och landskapet Norra Österbotten, i den nordöstra delen av landet, 700 km norr om huvudstaden Helsingfors. Öns area är 15,5 hektar och dess största längd är 0,8 kilometer i öst-västlig riktning.